# Kotobi
Kotobi est une localité de l'est de la Côte d'Ivoire et appartenant au département de Arrah, Région du Moronou. La localité de Kotobi est un chef-lieu de commune.